# 张再旺
张再旺（1918年—2010年），江苏南京人。中华人民共和国政治人物。
早年参加游击队，任晋东南抗日军政大学政治教员。1950年，任川北区委政策研究室副主任、主任，川北区委办公厅主任，中央地区工作部西南农村组、华东组组长等职。1957年，任福建农学院党委书记。1962年，升任福建省委宣传部副部长。1965年，奔赴西藏，任西藏区委宣传部部长。1979年，任南开大学党委书记。1982年，任天津市委常务书记；次年任天津市人大常委会主任。